# خرگوش بیابانی
خرگوش بیابانی (نام علمی: Lepus tibetanus) گونه‌ای خرگوش است که در آسیای مرکزی، شمال غربی چین و غرب شبه‌قاره هند یافت می‌شود. اطلاعات کمی دربارهٔ این گونه وجود دارد، به جز اینکه در علفزارها و مناطق بوته‌ای بیابانی و نیمه‌بیابانی زندگی می‌کند. اتحادیه بین‌المللی حفاظت از طبیعت وضعیت حفاظتی آن را به عنوان " کمترین نگرانی " ارزیابی کرده است.